# Listă de formații de death metal suedez
Aceasta este o listă de formații de death metal suedez notabile.

## A
- Aeon[1]
- Afflicted[1]
- Amon Amarth[2]
- Anata[3]
- Arch Enemy[4]
- Arise[4]
- At the Gates[5]
- Autopsy Torment[6]

## B
- Bloodbath[7]

## C
- Carbonized[8]
- Cardinal Sin[9]
- Carnage[9]
- Cemetary[10]
- Centinex[11]
- Ceremonial Oath[12]
- Coercion[13]
- Comecon[13]
- The Crown[14]

## D
- Dark Tranquillity[15]
- Darkane[16]
- Death Breath[17]
- Defleshed[18]
- Demonoid[19]
- Desultory[20]
- Dimension Zero[21]
- Disfear[22]
- Dismember[23]
- Dissection[24]
- Draconian[25]
- The Duskfall[25]

## E
- Edge of Sanity[26]
- Entombed[27]
- Eternal Oath[28]
- Eucharist[28]
- Expulsion[29]

## F
- Face Down[29]
- Fission[30]

## G
- General Surgery[31]
- God Macabre[32]
- Godgory[33]
- Grave[34]
- Grotesque[35]

## H
- Hearse[36]
- Hypocrisy[37]

## I
- Impious[38]
- In Battle[39]
- In Flames[39]
- Inevitable End[40]
- Insision[41]

## K
- Kaamos[42]
- Katatonia[43]

## L
- Liers in Wait[44]

## M
- Merciless[45]
- Miseration[46]
- Morbid[47]
- Murder Squad[48]

## N
- Necrophobic[49]
- Nihilist[50]
- Nine[51]
- Nirvana 2002[51]

## O
- Ofermod[52]
- Opeth[53]
- Ophthalamia[54]

## P
- Paganizer[55]
- Pan.Thy.Monium[56]
- The Project Hate MCMXCIX[57]

## R
- Raise Hell[58][59]
- Repugnant[60]
- Runemagick[61]

## S
- Satanic Slaughter[62][63]
- Satariel[64]
- Scar Symmetry[64][65]
- Seance[66]
- Soils of Fate[67]
- Soilwork[67]
- Solution .45[68][69]
- Spawn of Possession[70]

## T
- Theory in Practice[71]
- Therion[71]
- Tiamat[72]
- Tribulation[73]
- Tristitia[74]

## U
- Unanimated[74]
- Unleashed[75]

## V
- Visceral Bleeding[76]
- Vomitory[77]

## Z
- Zonaria[78]